# 新杭高速动车组列车
新杭高速动车组列车是中国铁路运行于河南省新乡市新乡东站至浙江省省会杭州市杭州东站的高速动车组列车，自2019年12月30日起开行，现每天开行1对列车。列车客运乘务由郑州局集团郑州客运段担当。其中新乡东站至杭州东站运行5小时43分，使用车次为G3105/3108次；杭州东站至新乡东站运行6小时7分，使用车次为G3106/3107次。

## 历史
2019年12月30日，新增新乡东~杭州东G3105/3108、G3106/3107次列车。

## 使用列车
因交路不同，G3105/3108次列车使用配属郑州局集团郑州东动车运用所的CRH380BL，G3106/3107次列车使用配属于郑州局集团郑州南动车运用所的CRH380AL。